# Sirrhas variegatus
Sirrhas variegatus es una especie de coleóptero de la familia Perimylopidae.

## Distribución geográfica
Habita en Tasmania (Australia).